# Чемпіонат Латвійської РСР з футболу
Чемпіонат Латвійської РСР з футболу (латис. Latvijas_PSR_futbola_Augstākā_līga) — першість серед футбольних клубів Латвійської РСР. Переможець брав участь у кваліфікаційному турнірі за місце в нижчих лігах чемпіонату СРСР, тому найкращі команди республіки у цьому турнірі участі не брали. Проводився в 1941 році і з 1945 по 1991 рік, решту часу проводився чемпіонат Вищої ліги Латвії .

## Чемпіони та призери
| Сезон | Чемпіон                      | 2 місце                      | 3 місце                  |
| ----- | ---------------------------- | ---------------------------- | ------------------------ |
| 1941  | Перерваний*                  | Перерваний*                  | Перерваний*              |
| 1945  | Динамо (Рига)                | Даугава (Лієпая)             | СКА (Рига)               |
| 1946  | Даугава (Лієпая)             | ВЕФ (Рига)                   | ОБО (Рига)               |
| 1947  | Даугава (Лієпая)             | ВЕФ (Рига)                   | БО Гончарова             |
| 1948  | БО Жмильова                  | БО Гончарова                 | БО Цибуліса              |
| 1949  | Сарканайс металургс (Лієпая) | БО Жмильова                  | БО Касаткіна             |
| 1950  | ОБО (Рига)                   | Сарканайс металургс (Лієпая) | ВЕФ (Рига)               |
| 1951  | Сарканайс металургс (Лієпая) | ОБО (Рига)                   | Вулкан (Кулдіга)         |
| 1952  | ОБО (Рига)                   | Сарканайс металургс (Лієпая) | Спартак (Рига)           |
| 1953  | Сарканайс металургс (Лієпая) | Спартак/Електро (Рига)       | Динамо (Рига)            |
| 1954  | Сарканайс металургс (Лієпая) | ВЕФ (Рига)                   | Трудові резерви (Рига)   |
| 1955  | Трудові резерви (Рига)       | ВЕФ (Рига)                   | РЕЗ (Рига)               |
| 1956  | Сарканайс металургс (Лієпая) | РВЗ (Рига)                   | РЕЗ (Рига)               |
| 1957  | Сарканайс металургс (Лієпая) | Динамо (Рига)                | РЕЗ (Рига)               |
| 1958  | Сарканайс металургс (Лієпая) | РВЗ (Рига)                   | Тосмаре (Лієпая)         |
| 1959  | РЕЗ (Рига)                   | Сарканайс металургс (Лієпая) | СКА (Рига)               |
| 1960  | СКА (Рига)                   | Пілот (Рига)                 | РВЗ (Рига)               |
| 1961  | СКА (Рига)                   | Пілот (Рига)                 | Тосмаре (Лієпая)         |
| 1962  | СКА (Рига)                   | АТК-36 (Юрмала)              | Пілот (Рига)             |
| 1963  | СКА (Рига)                   | СРЗ (Рига)                   | РЕЗ (Рига)               |
| 1964  | СКА (Рига)                   | ЗСК (Даугавпілс)             | СРЗ (Рига)               |
| 1965  | СКА (Рига)                   | Оста (Вентспілс)             | Пілот (Рига)             |
| 1966  | ЗЕЛ (Рига)                   | СКА (Рига)                   | Пілот (Рига)             |
| 1967  | ЗЕЛ (Рига)                   | СКА (Рига)                   | СРЗ (Рига)               |
| 1968  | Старт (Броцени)              | Електрон (Рига)              | Енергія (Рига)           |
| 1969  | Вента (Вентспілс)            | Енергія (Рига)               | Електрон (Рига)          |
| 1970  | ВЕФ (Рига)                   | Вента (Вентспілс)            | Пілот (Рига)             |
| 1971  | ВЕФ (Рига)                   | Юрнієкс (Рига)               | Пілот (Рига)             |
| 1972  | Юрнієкс (Рига)               | ВЕФ (Рига)                   | Енергія (Рига)           |
| 1973  | ВЕФ (Рига)                   | Старт (Броцени)              | Енергія (Рига)           |
| 1974  | ВЕФ (Рига)                   | Електрон (Рига)              | Енергія (Рига)           |
| 1975  | ВЕФ (Рига)                   | Лієлупе (Юрмала)             | Хімік (Даугавпілс)       |
| 1976  | Енергія (Рига)               | Хімік (Даугавпілс)           | ВЕФ (Рига)               |
| 1977  | Енергія (Рига)               | Електрон (Рига)              | Хімік (Даугавпілс)       |
| 1978  | Хімік (Даугавпілс)           | Електрон (Рига)              | ВЕФ (Рига)               |
| 1979  | Електрон (Рига)              | Енергія (Рига)               | Хімік (Даугавпілс)       |
| 1980  | Хімік (Даугавпілс)           | Прогрес (Рига)               | Електрон (Рига)          |
| 1981  | Електрон (Рига)              | Целтнієкс (Рига)             | Хімік (Даугавпілс)       |
| 1982  | Електрон (Рига)              | ВЕФ (Рига)                   | Целтнієкс (Рига)         |
| 1983  | ВЕФ (Рига)                   | Целтнієкс (Рига)             | Прогрес (Рига)           |
| 1984  | Торпедо (Рига)               | Целтнієкс (Рига)             | ВЕФ (Рига)               |
| 1985  | Альфа (Рига)                 | Хімік (Даугавпілс)           | Гауя (Валмієра)          |
| 1986  | Торпедо (Рига)               | Целтнієкс (Рига)             | ВЕФ (Рига)               |
| 1987  | Торпедо (Рига)               | Будівельник (Даугавпілс)     | Світлотехніка (Рига)     |
| 1988  | РАФ (Єлгава)                 | Торпедо (Рига)               | Будівельник (Даугавпілс) |
| 1989  | РАФ (Єлгава)                 | Торпедо (Рига)               | Будівельник (Даугавпілс) |
| 1990  | Гауя (Валмієра)              | ВЕФ (Рига)                   | Латгале (Резекне)        |
| 1991  | Форум-Сконто (Рига)          | Пардаугава/РШВСМ (Рига)      | Олімпія (Лієпая)         |

Примітка. Найперший розіграш чемпіонату Латвійської РСР з футболу, розпочався у червні 1941 року, але незабаром був перерваний через початок радянсько-німецької війни. Офіційний відлік чемпіонатів Латвійської РСР йде з 1945 року.

## Переможці чемпіонату за весь час
| Клуб                         | Переможець | Віце-чемпіон | Роки                                                 |
| ---------------------------- | ---------- | ------------ | ---------------------------------------------------- |
| СКА (Рига)                   | 8          | 5            | 1950, 1952, 1960, 1961, 1962, 1963, 1964, 1965       |
| Сарканайс металургс (Лієпая) | 7          | 4            | 1946, 1947, 1949, 1951, 1953, 1954, 1956, 1957, 1958 |
| ВЕФ (Рига)                   | 6          | 7            | 1970, 1971, 1973, 1974, 1975, 1983                   |
| Електрон (Рига)              | 4          | 4            | 1979, 1981, 1982, 1985                               |
| Торпедо (Рига)               | 3          | 2            | 1984, 1986, 1987                                     |
| РАФ (Єлгава)                 | 2          | 4            | 1988, 1989                                           |
| Енергія (Рига)               | 2          | 2            | 1976, 1977                                           |
| Хімік (Даугавпілс)           | 2          | 2            | 1978, 1980                                           |
| Даугава (Лієпая)             | 2          | 1            | 1946, 1947                                           |
| ЗЕЛ (Рига)                   | 2          | 0            | 1966, 1967                                           |
| ДО Жмильова                  | 1          | 1            | 1948                                                 |
| Старт (Броцени)              | 1          | 1            | 1968                                                 |
| Юрнієкс (Рига)               | 1          | 1            | 1972                                                 |
| Динамо (Рига)                | 1          | 0            | 1945                                                 |
| Трудові резерви (Рига)       | 1          | 0            | 1955                                                 |
| РЕЗ (Рига)                   | 1          | 0            | 1959                                                 |
| Гауя (Валмієра)              | 1          | 0            | 1990                                                 |